# Айи-сюр-Нуа (кантон)
Айи́-сюр-Нуа́ (фр. Ailly-sur-Noye) — кантон во Франции, находится в регионе О-де-Франс, департамент Сомма.  Расположен на территории двух округов: двадцать пять коммун входят в состав округа Амьен, двадцать семь ― в состав округа Мондидье.

## История
До 2015 года в состав кантона входили коммуны:
Айи-сюр-Нуа, Алливиллер, Гривен, Жюмель, Кири-ле-Сек, Кульмель, Ла-Фалуаз, Лавард-Може-л'Ортуа, Лувреши, Майи-Ренваль, Обвиллер, Рожи, Руврель, Совиллер-Монживаль, Сурдон, Тори, Флер-сюр-Нуа, Фольвиль, Франсюр, Ширмон, Шоссуа-Эпаньи, Эскленвиллер.
В результате реформы 2015 года   состав кантона был изменен. В него вошли упраздненный кантон Конти и отдельные коммуны кантона Бов.
С 1 января 2019 года состав кантона снова изменился: коммуны Лёйи, Нёвиль-ле-Лёйи и Тийуа-ле-Конти образовали новую коммуну О-де-Сель.

## Состав кантона с 22 марта 2015 года
В состав кантона входят коммуны (население по данным Национального института статистики за 2018 г.):
- Айи-сюр-Нуа (2 835 чел.)
- Алливиллер (145 чел.)
- Бакуэль-сюр-Сель (493 чел.)
- Беллёз (341 чел.)
- Боскель (335 чел.)
- Браси (76 чел.)
- Велен (149 чел.)
- Гийанкур-сюр-Нуа (183 чел.)
- Гратпанш (321 чел.)
- Гривен (409 чел.)
- Доммартен (349 чел.)
- Жюмель (519 чел.)
- Кири-ле-Сек (325 чел.)
- Коттанши (573 чел.)
- Конти (1 773 чел.)
- Контр (147 чел.)
- Кульмель (326 чел.)
- Курсель-су-Туа (69 чел.)
- Ла-Фалуаз (233 чел.)
- Лавард-Може-л'Ортуа (167 чел.)
- Лувреши (200 чел.)
- Майи-Ренваль (299 чел.)
- Монсюр (225 чел.)
- Нам-Мениль (995 чел.)
- Нампти (288 чел.)
- О-де-Сель (1 191 чел.)
- Обвиллер (148 чел.)
- Оремо (926 чел.)
- Плаши-Бюйон (854 чел.)
- Прузель (553 чел.)
- Ремьянкур (171 чел.)
- Рожи (127 чел.)
- Руврель (307 чел.)
- Сантели (212 чел.)
- Сен-Софлиё (985 чел.)
- Совиллер-Монживаль (176 чел.)
- Сурдон (337 чел.)
- Тези-Глимон (664 чел.)
- Тори (200 чел.)
- Туа (144 чел.)
- Флер-сюр-Нуа (507 чел.)
- Флёри (217 чел.)
- Фольвиль (144 чел.)
- Фосманан (95 чел.)
- Франсюр (131 чел.)
- Фремонтье (156 чел.)
- Фуанкан (206 чел.)
- Ширмон (126 чел.)
- Шосуа-Эпаньи (585 чел.)
- Эскленвиллер (167 чел.)
- Эсерто (261 чел.)
- Эстре-сюр-Нуа (271 чел.)

## Политика
На президентских выборах 2022 г. жители кантона отдали в 1-м туре Марин Ле Пен 31,7 % голосов против 30,7 % у Эмманюэля Макрона и 14,7 % у Жана-Люка Меланшона; во 2-м туре в кантоне победил Макрон, получивший 51,3 % голосов. (2017 год. 1 тур: Марин Ле Пен – 29,5 %, Эмманюэль Макрон – 22,7 %, Франсуа Фийон – 18,2 %, Жан-Люк Меланшон – 16,0 %; 2 тур: Макрон – 55,1 %. 2012 год. 1 тур: Николя Саркози - 27,0 %, Франсуа Олланд - 24,9 %, Марин Ле Пен - 24,2 %; 2 тур: Саркози  - 52,4 %).
С 2015 года кантон в Совете департамента Сомма представляют мэр коммуны Конти Паскаль Боен (Pascal Bohin) и бывший мэр коммуны Руврель, член Совета региона О-де-Франс Брижитт Ломм (Brigitte Lhomme) (оба – Разные правые).
|                | Кандидаты                   | Партия                   | Первый тур | Первый тур     | Второй тур | Второй тур |
| Кол-во голосов | Кандидаты                   | Партия                   | % голосов  | Кол-во голосов | % голосов  |            |
| -------------- | --------------------------- | ------------------------ | ---------- | -------------- | ---------- | ---------- |
|                | Паскаль Боен Брижитт Ломм   | Разные правые            | 2 809      | 43,71          | 4 365      | 72,70      |
|                | Лоик Дюбуа Леа Фурнье       | Национальное объединение | 1 408      | 21,91          | 1 639      | 27,30      |
|                | Селин Александр Николя Блен | Разные центристы         | 1 294      | 20,14          |            |            |
|                | Дени Блервак Коринна Бушере | Европа Экология Зелёные  | 915        | 14,24          |            |            |

|                | Кандидаты                      | Партия                  | Первый тур | Первый тур     | Второй тур | Второй тур |
| Кол-во голосов | Кандидаты                      | Партия                  | % голосов  | Кол-во голосов | % голосов  |            |
| -------------- | ------------------------------ | ----------------------- | ---------- | -------------- | ---------- | ---------- |
|                | Паскаль Боен Брижитт Ломм      | Разные правые           | 3 523      | 39,33          | 5 602      | 66,62      |
|                | Анни Лурдель Абделькадер Шерфи | Национальный фронт      | 2 431      | 27,14          | 2 807      | 33,38      |
|                | Амели Кардон Жерар Леруа       | Социалистическая партия | 1 663      | 18,56          |            |            |
|                | Жан-Кристоф Лорик Линда Ореман | Разные правые           | 1 341      | 14,97          |            |            |

|  | Кандидат      | Партия                  | % голосов |
|  | ------------- | ----------------------- | --------- |
|  | Брижитт Ломм  | Разные правые           | 60,04     |
|  | Фредерик Фове | Социалистическая партия | 28,98     |
|  | Патрик Дальрю | Национальный фронт      | 10,98     |